# 回向院 (草加市)
回向院（えこういん）は、埼玉県草加市にある浄土宗の寺院。

## 歴史
創建については諸説ある。『浄土宗寺院由緒書』『岩付浄国寺志』によれば、1630年（寛永7年）に円秋の開山。『新編武蔵風土記稿』『武蔵国郡村誌』によれば、江戸時代前期に村人の源右衛門の開基で1701年（元禄14年）寂の専誉順広の開山。寺伝では、1653年（承応2年）の創建。この三説に分けることができる。
1922年（大正11年）に放火に遭い焼失したが、1924年（大正13年）に再建された。これは仮堂であったため、1962年（昭和37年）に新築された。

## 交通アクセス
- 草加駅より徒歩6分。